# Sciophila iberolutea
Sciophila iberolutea är en tvåvingeart som beskrevs av Chandler och Blasco-zumeta 2001. Sciophila iberolutea ingår i släktet Sciophila och familjen svampmyggor.
Artens utbredningsområde är Spanien. Inga underarter finns listade i Catalogue of Life.